# اینیسفیل، کوئینزلند
اینیسفیل (به انگلیسی: Innisfail) یک شهرک در استرالیا است که در منطقه کاسواری کوست واقع شده‌است.